# Flugsnapparen 6

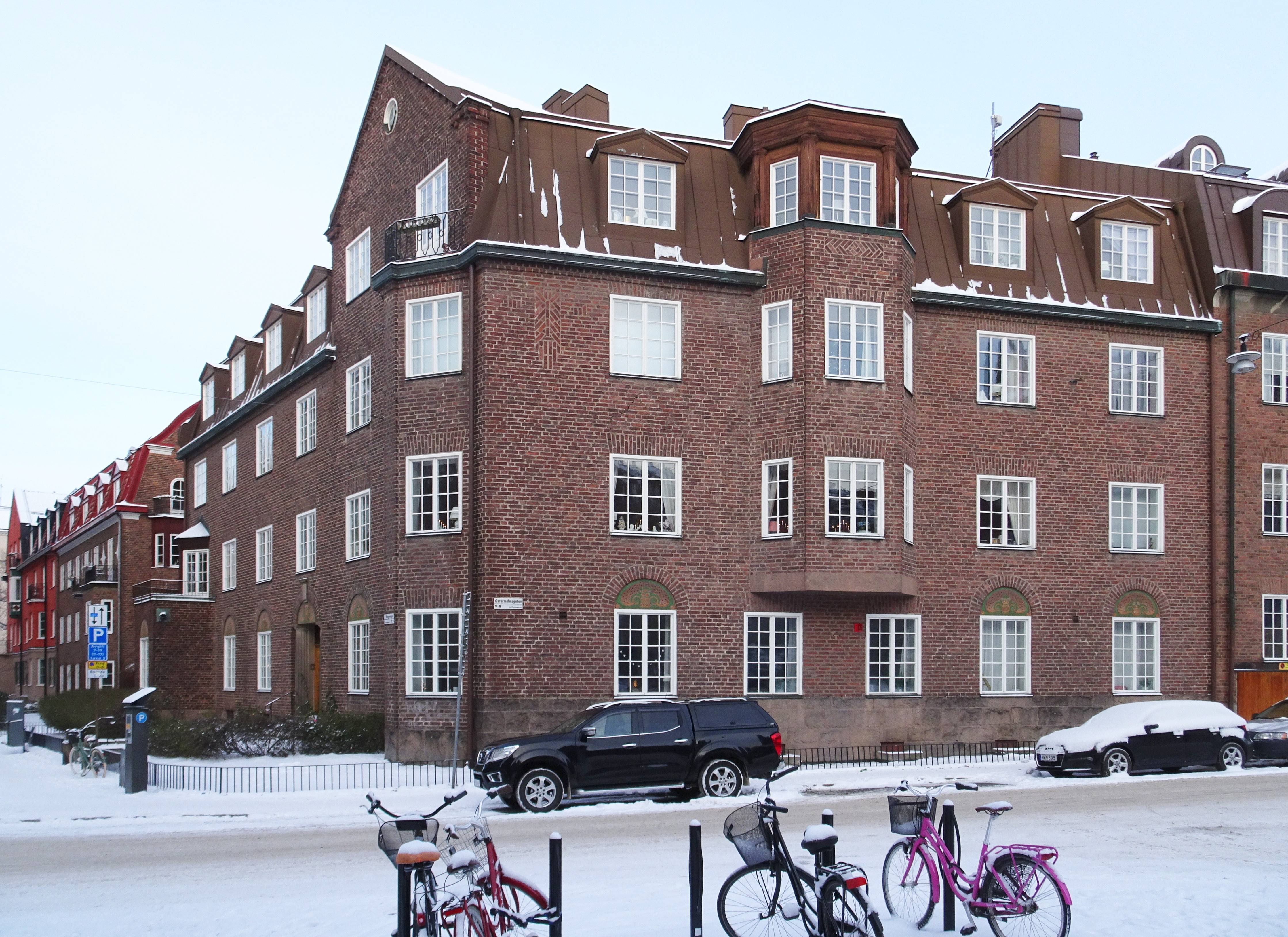
Flugsnapparen 6, Östermalmsgatan 9 / Bragevägen 8, 2022.

Flugsnapparen 6 är en kulturhistoriskt värdefull bostadsfastighet i kvarteret Flugsnapparen belägen vid hörnet Bragevägen 8 / Östermalmsgatan 9 (före detta 82) i Lärkstaden på Östermalm i Stockholm. Byggnaden uppfördes 1914–1917 efter ritningar av arkitekt Rudolf Arborelius. Fastigheten är grönmärkt av Stadsmuseet i Stockholm, det innebär "särskilt värdefull från historisk, kulturhistorisk, miljömässig eller konstnärlig synpunkt". Flugsnapparen 6 ingår i ett område av Riksintresse för kulturmiljövården.

## Historik

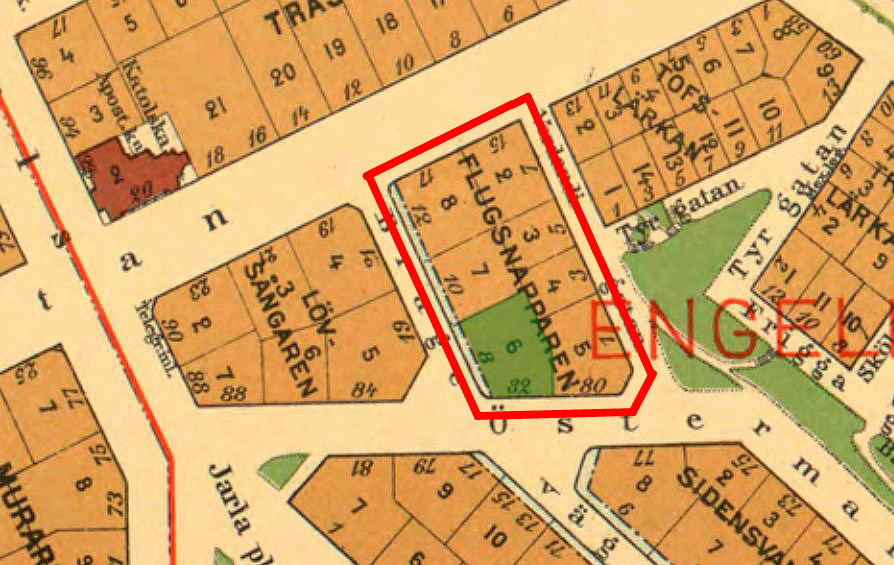
Kvarteret Flugsnapparen 1930 med Flugsnapparen 6 (grön marketing).

Kvarteret Flugsnapparen och anslutande kvarter i söder och väster bildares 1908 i samband med en stadsplan för Eriksbergsområdet med omgivning som upprättats av stadsingenjören Gustaf von Segebaden och som i sin tur byggde på ett stadsplaneförslag ritat 1902 av stadsplanearkitekten Per Olof Hallman.
Kvarteren Flugsnapparen, Sidensvansen och del av Skatan berördes av en ändring i stadsplanen från 1913 som innebar att de planerade husen i Engelbrektskyrkans omgivning skulle sänkas i höjd och delvis uppföras som fristående byggnadskroppar.
Fasad- och takmaterial i området anpassades, efter viss styrning från byggnadsnämnden, helt till kyrkobyggnaden. Undantag blev tre byggnader (Flugsnapparen 2, 3 och 8) i kvarteret Flugsnapparen som låg intill Odengatan respektive Verdandigatan vilka fick putsade fasader medan alla övriga uppfördes med fasader av rött fogstruket tegel.
För fastigheten Flugsnapparen 6 avsattes en areal om 948,4 kvadratmeter och såldes 1915 av Stockholms stad med äganderätt (”å fri och egen grund” står det på tomtkartan) till arkitekten Rudolf Arborelius. I tomten ingick mark för en tre meter bred förgård mot Bragevägen och sex meter mot tomtgränsen till Flugsnapparen 7. Det var vanligt att arkitekter och byggmästare förvärvade stadens mark, eftersom de var väl insatta i pågående stadsplaneringar och det gällde att komma åt attraktiva tomter. Tomten såldes sedan tillsammans med det färdiga huset till en intresserad köpare. I detta fall uppger Stockholms adresskalender från 1917 Aktiebolaget Mander som första fastighetsägare. Idag (2022) innehas egendomen av Fastighets AB Lärkfast.

### Bilder

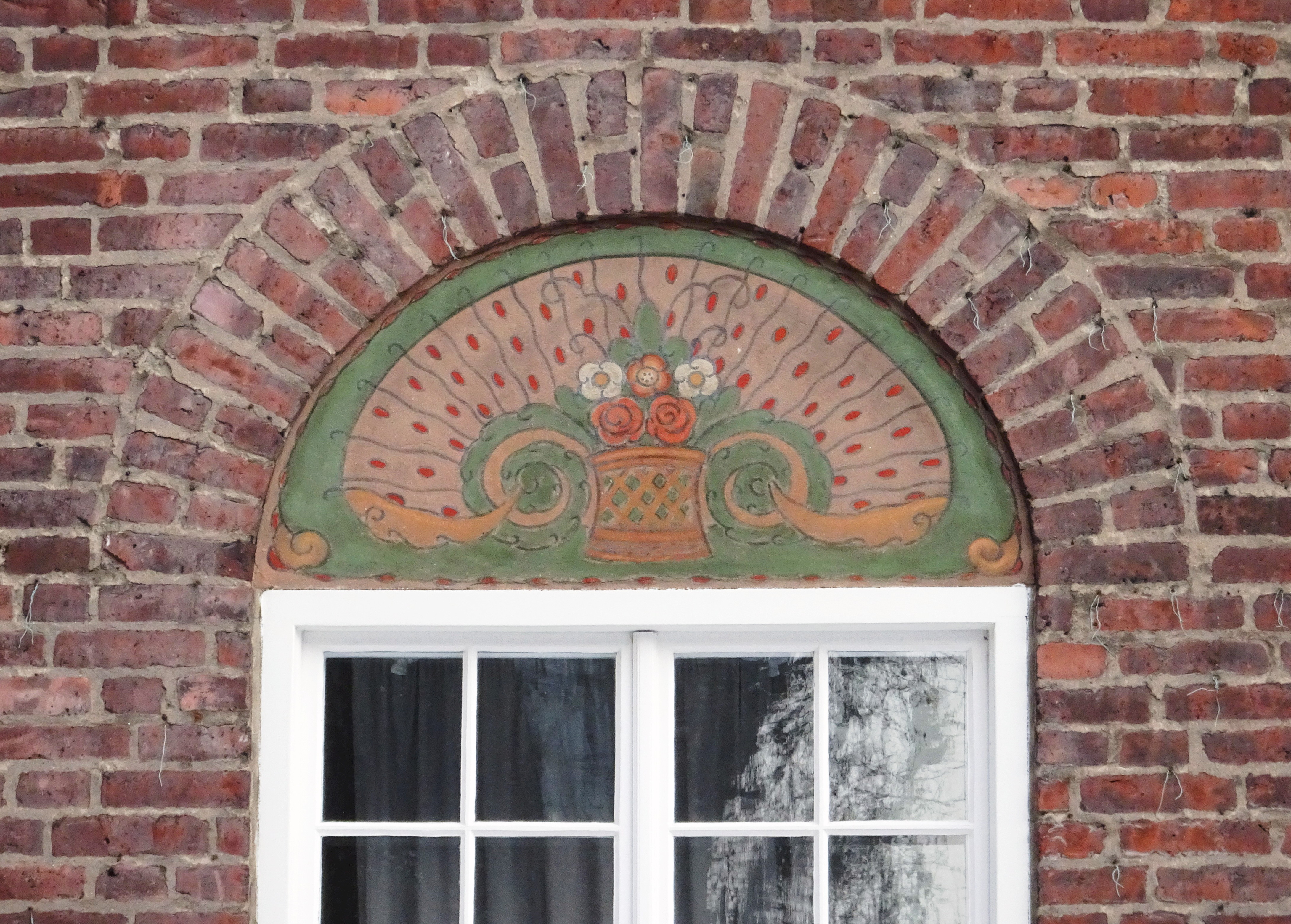
Dekorationsmålning över fönster.
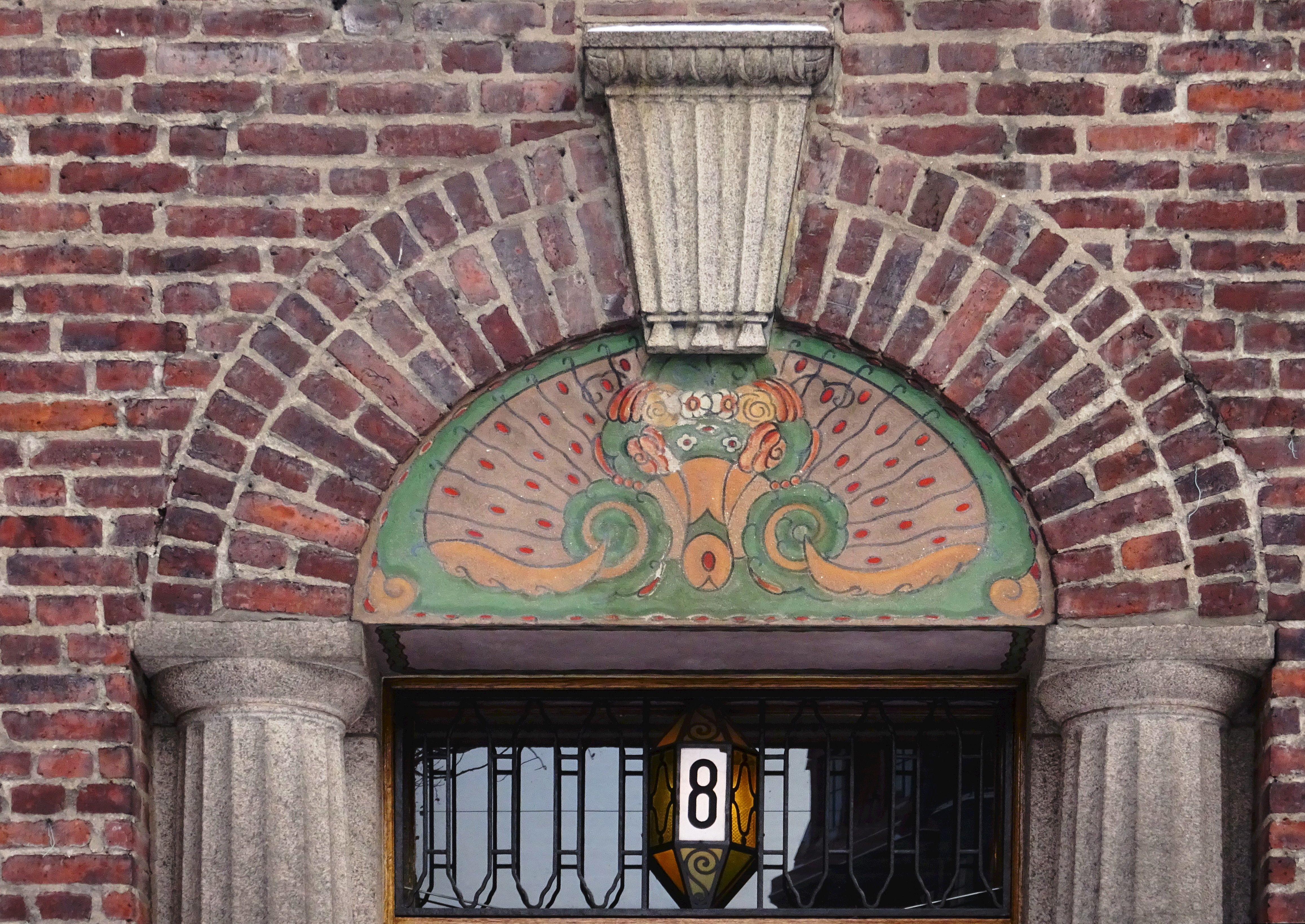
Dekorationsmålning över entréport.
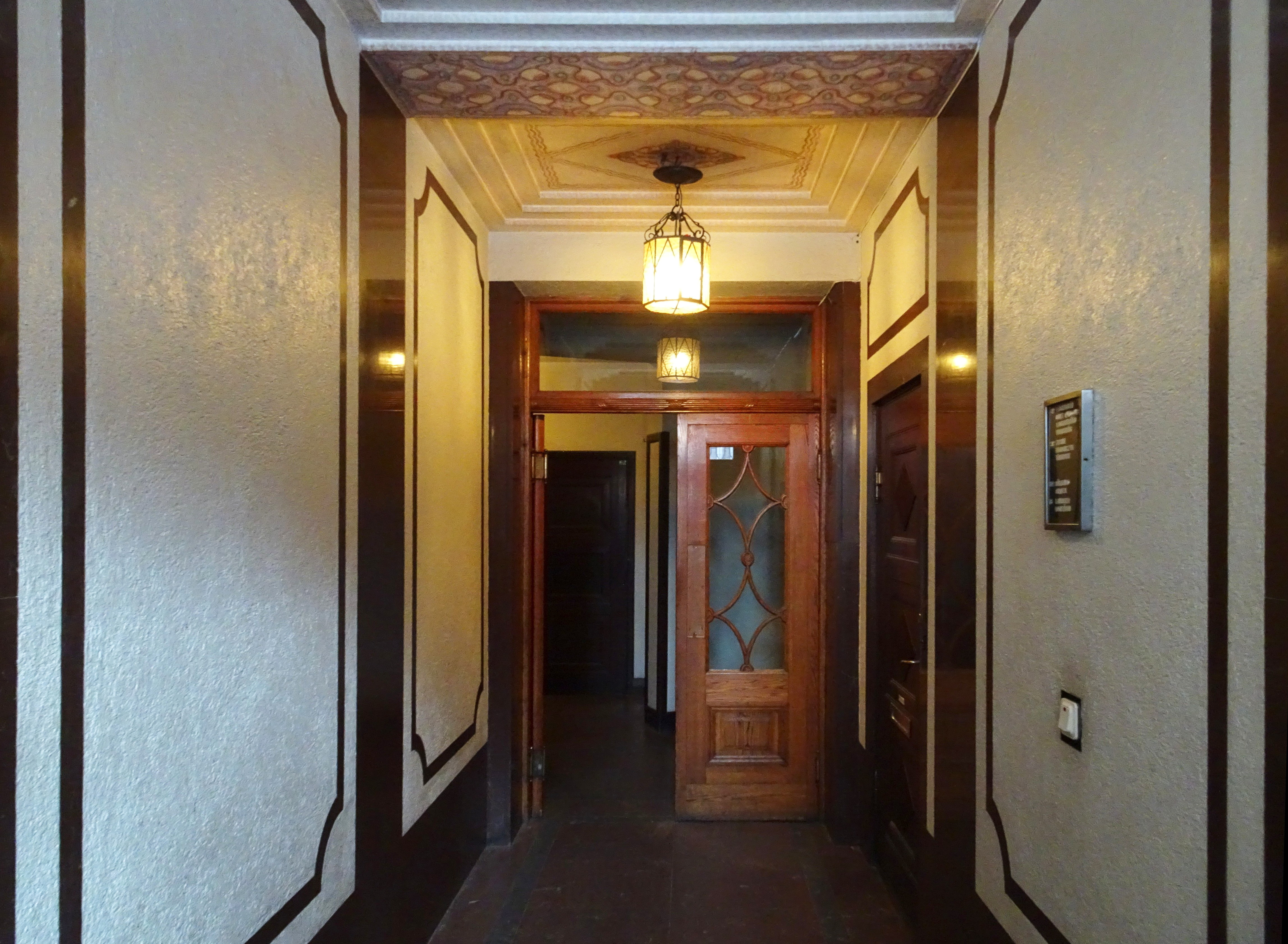
Entréhall.
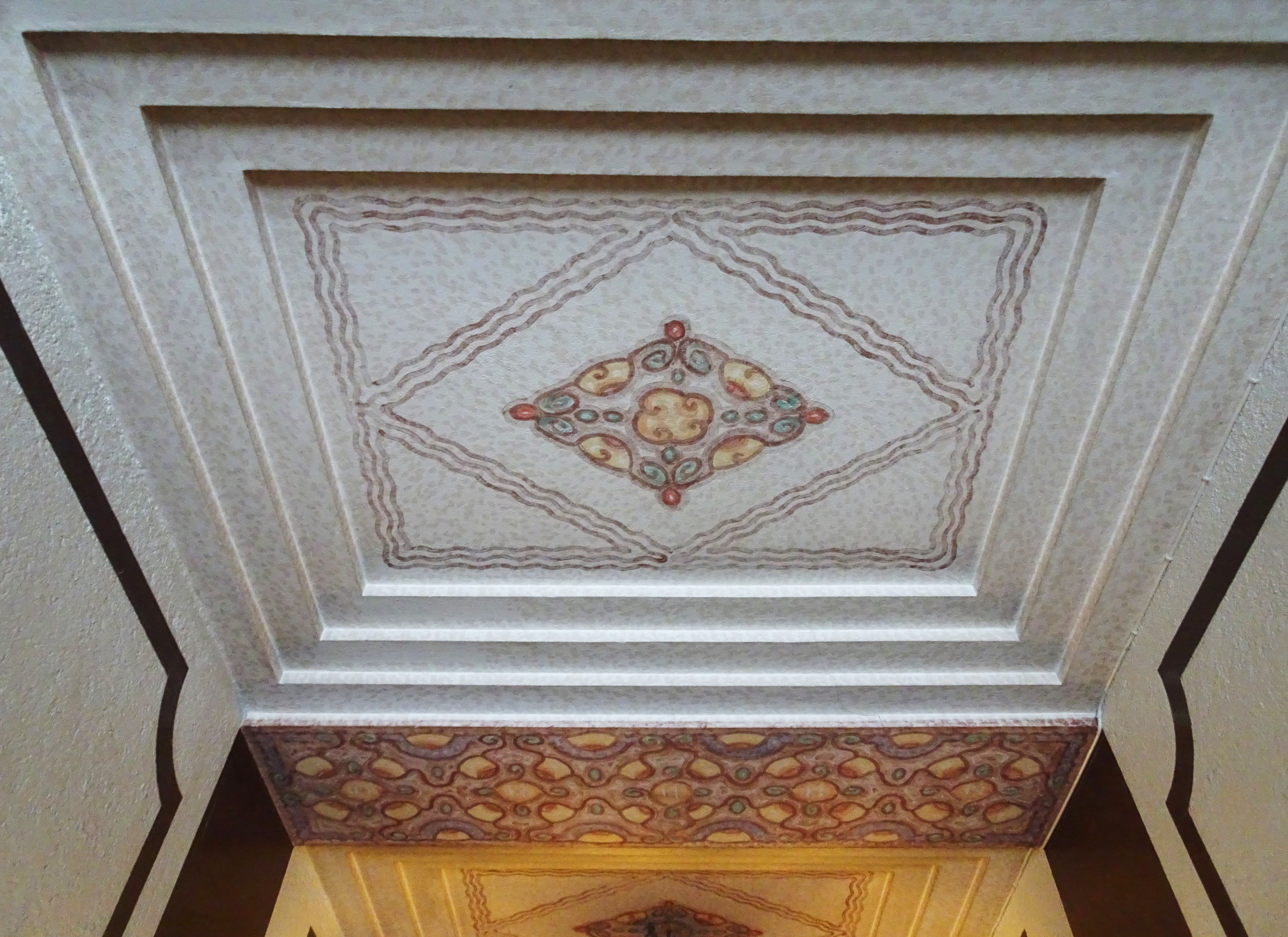
Dekorationsmålning i entréhall.

## Byggnadsbeskrivning

### Exteriör

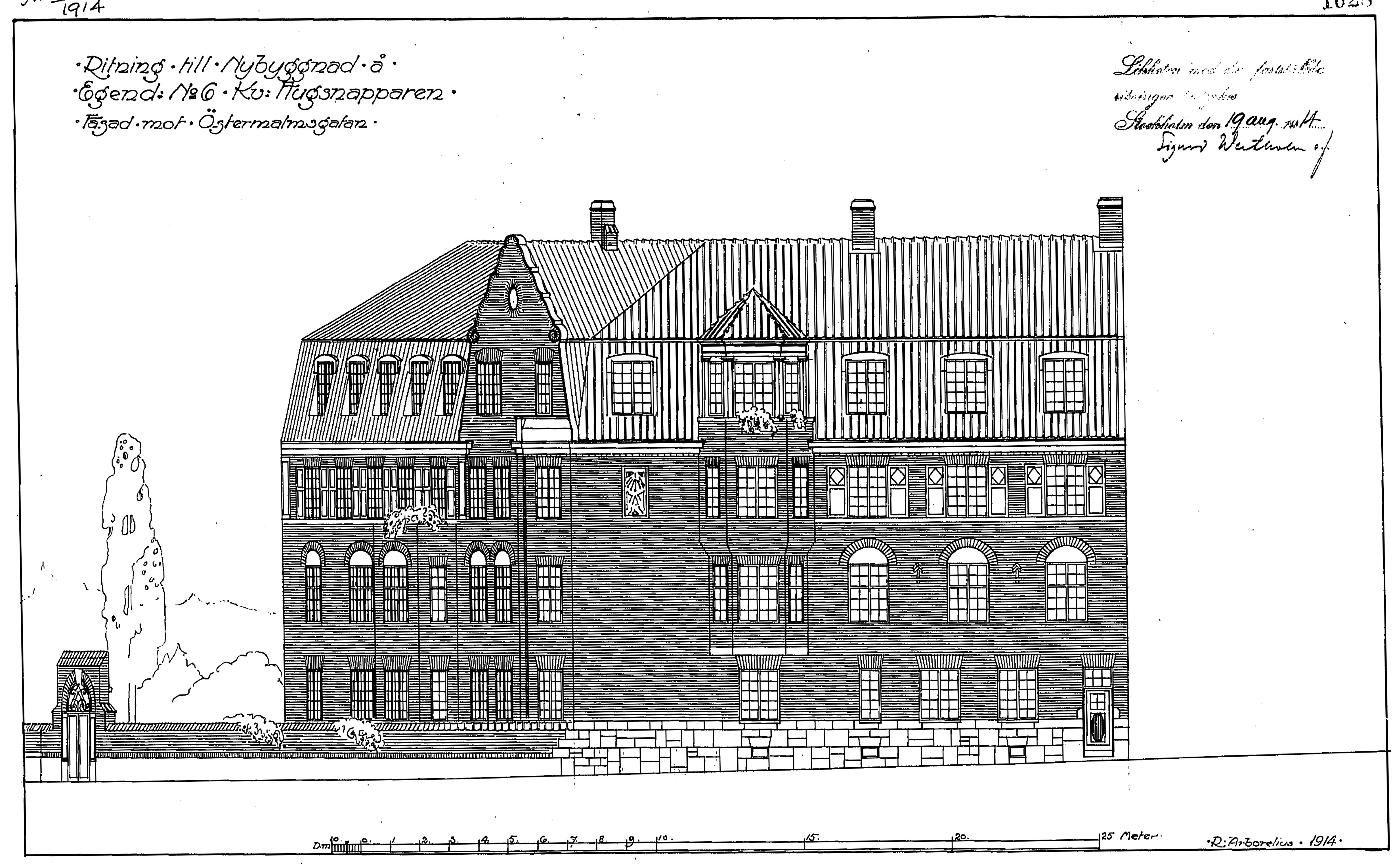
Arborelius fasadritning från 1914.

Flerbostadshuset på Flugsnapparen 6 uppfördes i tre våningar och inredd vind samt källare. För fasaderna användes handslaget, fogstruket och mönstermurat rött tegel. Bottenvåningens fönster försågs med valvbågar som smyckades av jugendinspirerade dekorationsmålningar. Fönstren är småspröjsade. Flera burspråk i olika storlekar pryder fasaden. Det ursprungliga tegeltaket byttes 1970 till brunmålad bandplåt. 
Entéporten beskrivs av Stadsmuseet som "storslagen" med i muröppningen indragna doriska kolonner i granit och med klassisk entasis (en kolonns utbuktning). I valvbågen över porten finns en liknande dekorationsmålning som över fönstren. Slutstenen i valvbågen är av granit och skulpterad. Ekporten är från byggtiden och dekorerad med sniderier, bland annat en så kallad äggstav mellan porten och överljusfönstret.

### Interiör
Golvet i entréhallen är av rödbrun marmor med gråsvart bård. Väggarna är fältindelade med brunmålade lister. I taket finns mönstermålade dekorationer utförda i Filip Månssons stil. Lägenhetsfördelningen var enligt ursprungliga arkitektritningar tre, fyra respektive sju rum och kök samt några dubbletter (två rum med bad dock utan kök). Flera lägenheter i flygeln mot Östermalmsgatan sträckte sig över två etage. Köksregionen nåddes, som bruklig för tiden, via separata kökstrappor. Till höger om entrén fanns en liten portvaktslägenhet om ett rum och pentry. Sedan byggtiden har flera av de stora lägenheterna delats och en del av kallvinden inreddes som bostad.

### Arkitektritningar från 1916, planer

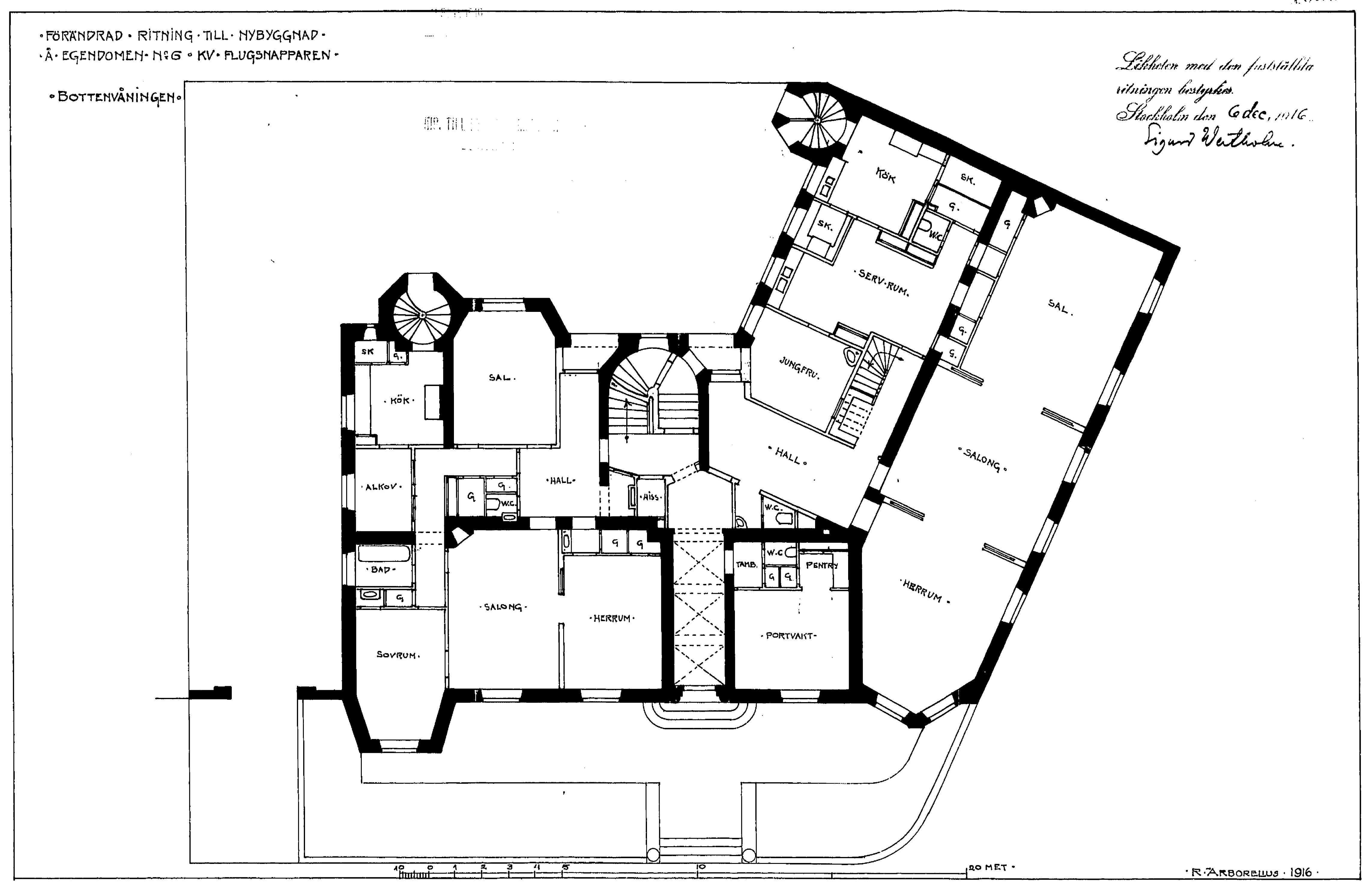
Bottenvåning.
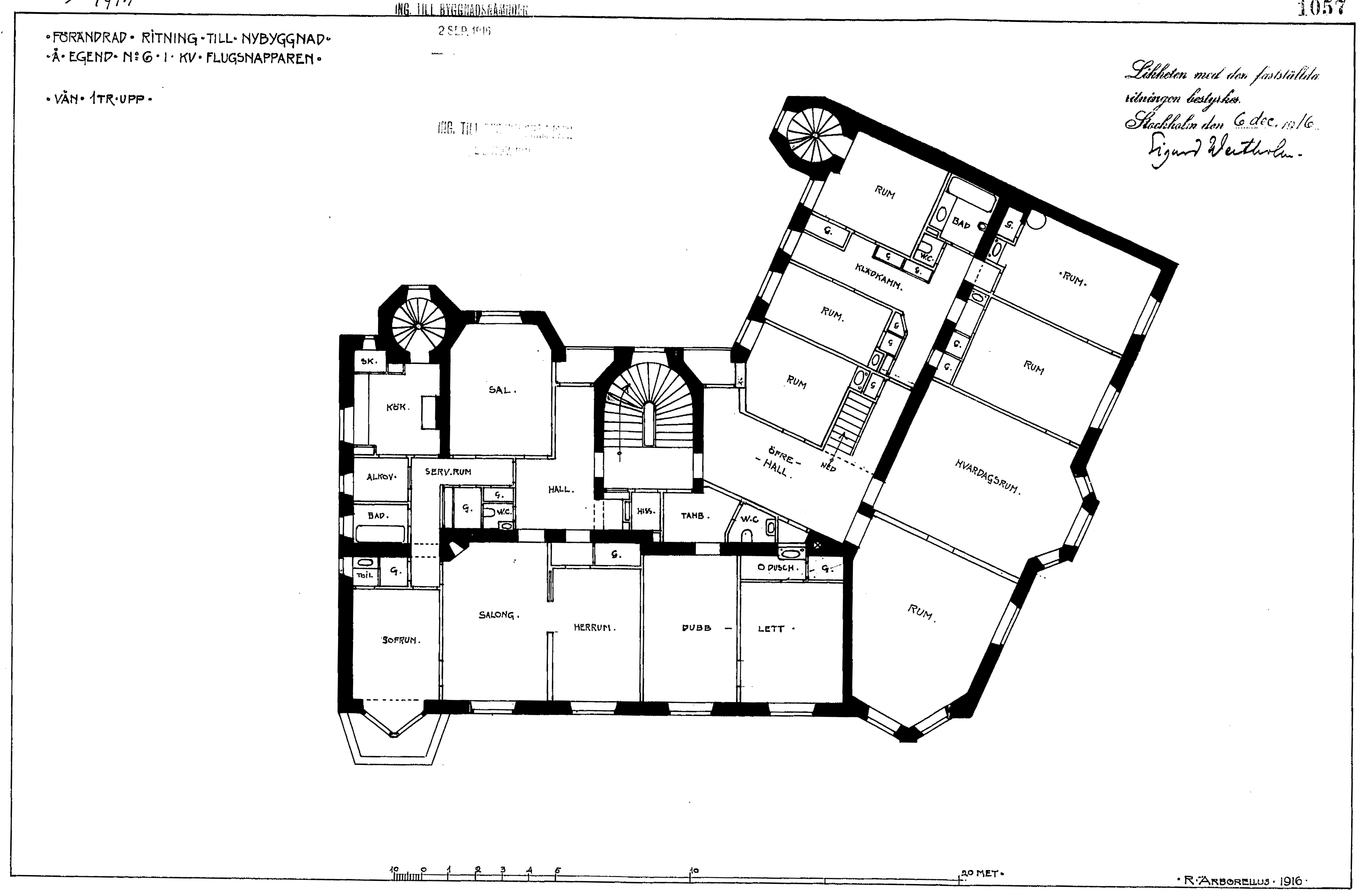
Våning 1 trappa.
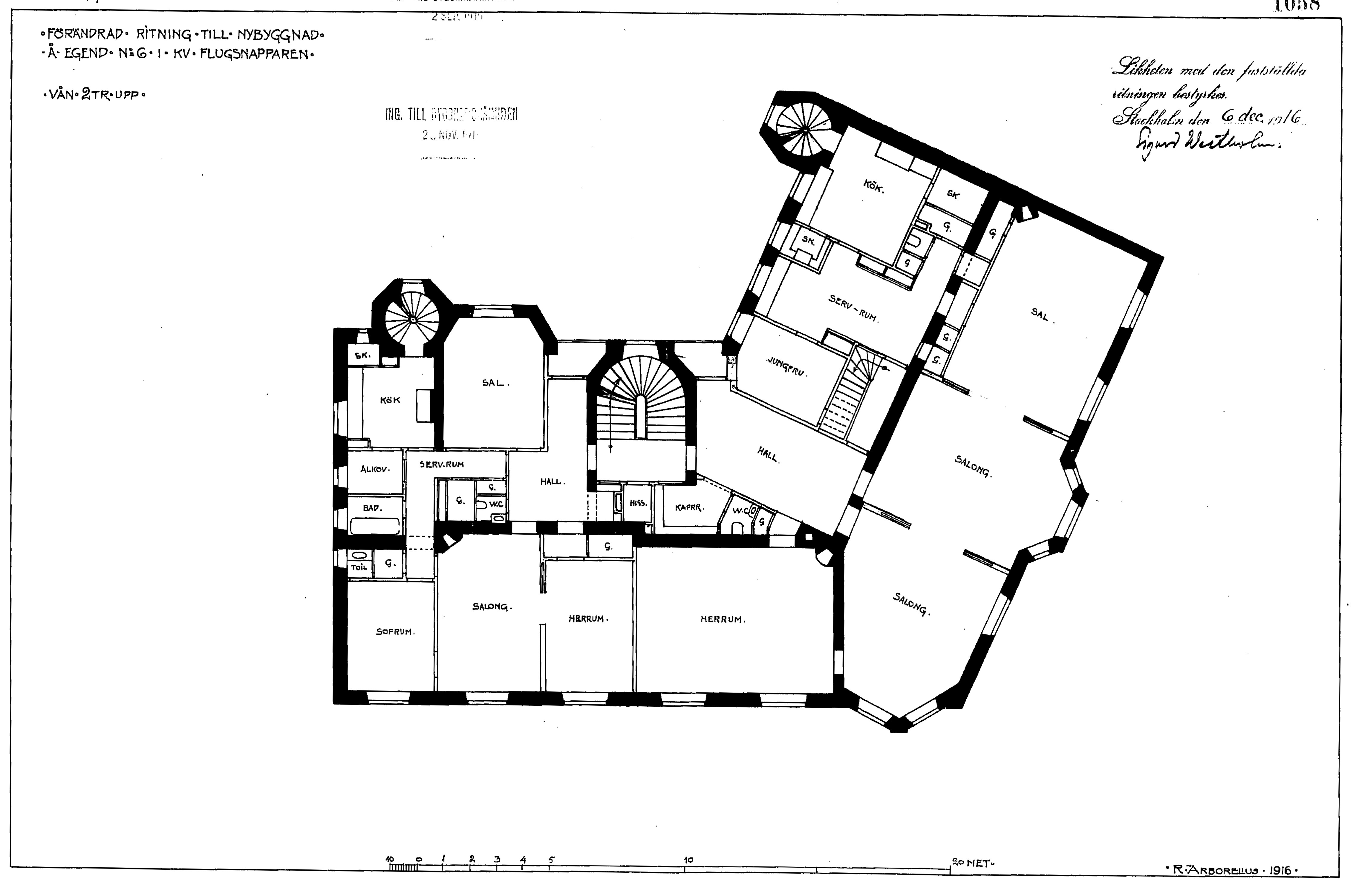
Våning 2 trappor.
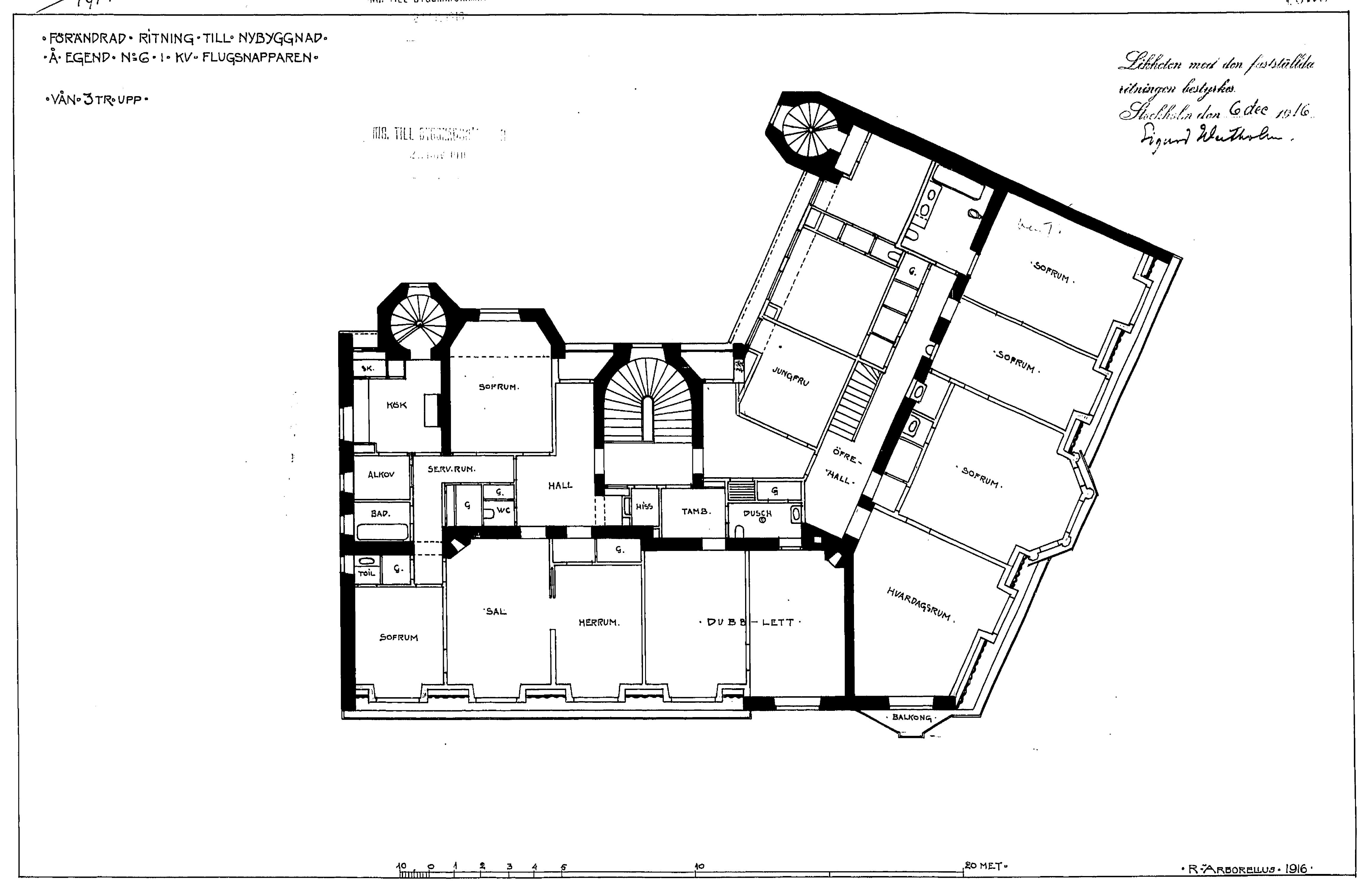
Vindsvåning.